# Недзьв'яда (гміна)
Гміна Недзьв'яда (пол. Gmina Niedźwiada) — сільська гміна у східній Польщі. Належить до Любартівського повіту Люблінського воєводства.
Станом на 31 грудня 2011 у гміні проживало 6327 осіб.

## Площа
Згідно з даними за 2007 рік площа гміни становила 95.82 км², у тому числі:
- орні землі: 76.00%
- ліси: 15.00%

Таким чином, площа гміни становить 7.43% площі повіту.

## Населення
Станом на 31 грудня 2011:
| Опис     | Загалом | Загалом | Чоловіки | Чоловіки | Жінки | Жінки |
| -------- | ------- | ------- | -------- | -------- | ----- | ----- |
| одиниця  | осіб    | %       | осіб     | %        | осіб  | %     |
| все      | 6327    | 100     | 3140     | 49.63    | 3187  | 50.37 |
| міське   | 0       | 100     | 0        |          | 0     |       |
| сільське | 6327    | 100     | 3140     | 49.63    | 3187  | 50.37 |

## Сусідні гміни
Гміна Недзьв'яда межує з такими гмінами: Любартів, Любартів, Острів-Любельський, Острувек, Парчів, Серники, Семень.